# Дилим
Дилим — село (аул), адміністративний центр і найбільший населений пункт Казбеківського району Дагестана.

## Географія
Село розташоване за 108 км на захід від Махачкали. Найближча залізнична станція знаходиться в Хасав'юрті, за 22 км північніше. На південь від села протікає річка Цебетар (Салас).

## Історія
Вперше згадується в 1617 році. З 1930 року районний центр Казбеківського району.

## Населення
За переписом 2002 року в селі проживає 7537 людини. З яких абсолютна більшість (99,1%) складають аварці.
Також проживають:
- Кумики — 20 чол. (0,3%)
- Росіяни — 13 чол. (0,2%)
- Даргинці — 10 чол. (0,1%)
- Чеченці — 9 чол. (0,1%)
- Лакці — 9 чол. (0,1%)
- Інші — 7 чол. (0,1%)[2]